# Fünte (Mülheim an der Ruhr)
Koordinaten: 51° 25′ 49,4″ N, 6° 55′ 20,1″ O

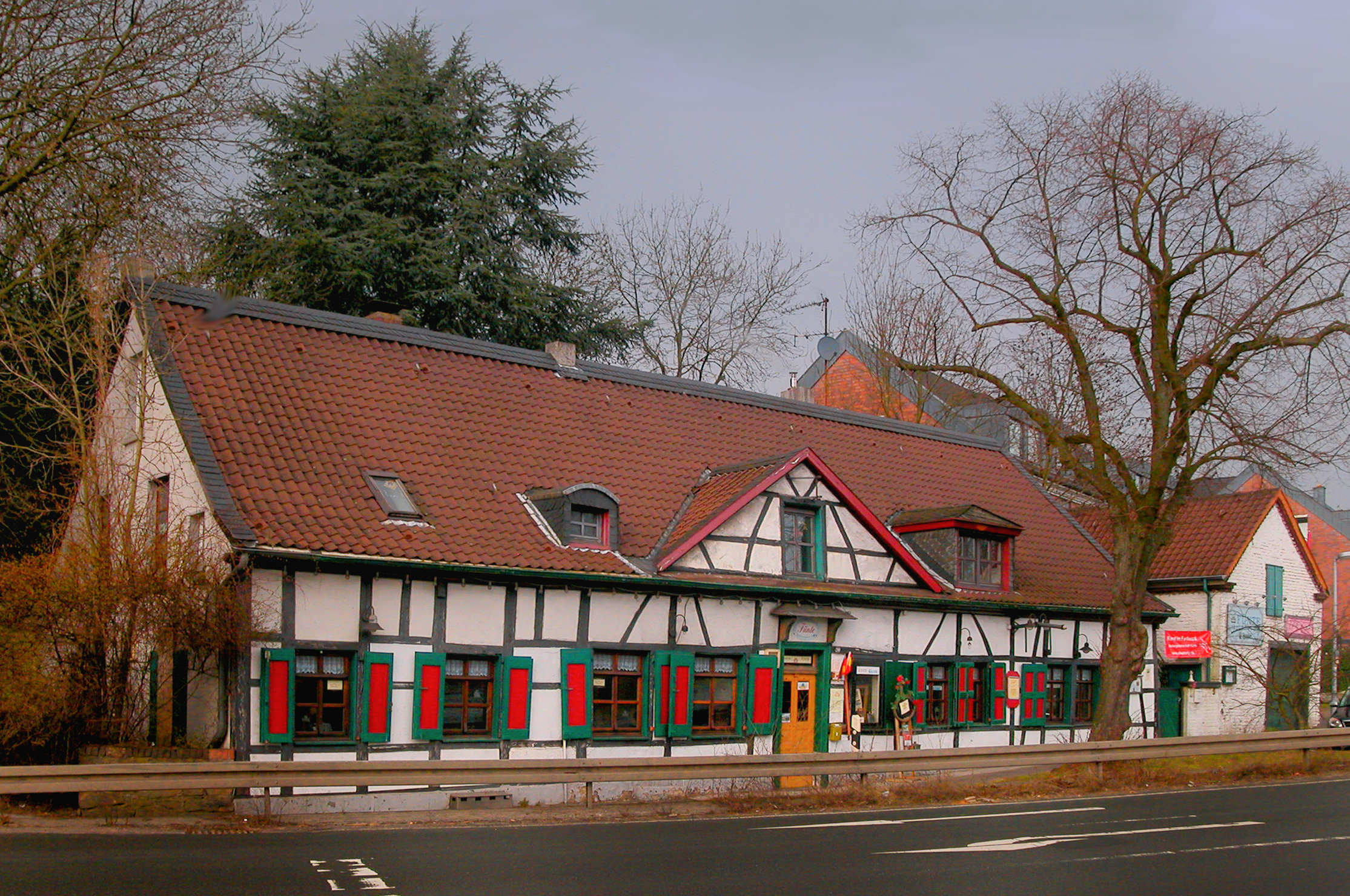
Der historische Gasthof Fünte in Mülheim-Heißen.

Die Fünte in Mülheim-Heißen ist eine ehemalige Postkutschenstation aus dem 18. Jahrhundert. Der alte Gasthof besteht aus einem eingeschossigen, traufständigen Fachwerkhaus und zwei Backsteingebäuden. Er liegt direkt an der Abzweigung Fünter Weg zur Essener Straße (B 1) an der Gracht 209. Die Hofstelle besteht aber schon weitaus länger. Der seltsam klingende Name geht auf die spanischen Besatzer während des Dreißigjährigen Krieges zurück. Sie nannten den Ort „La Fuente“, die Quelle. Mundartlich wurde daraus Fünte.
Bis November 2020 befand sich dort ein Kulturzentrum mit einem Theater, einem kleinen privaten Museum und einem Restaurant. Es beherbergte eine Kreativwerkstatt mit mehreren Ateliers und wurde für Vorlesungen, Ausstellungen, Vereinstreffen und Familienfeiern genutzt.
Die Fünte steht unter Denkmalschutz. Denkmalnummer: 144.

## Geschichte und Geschichten

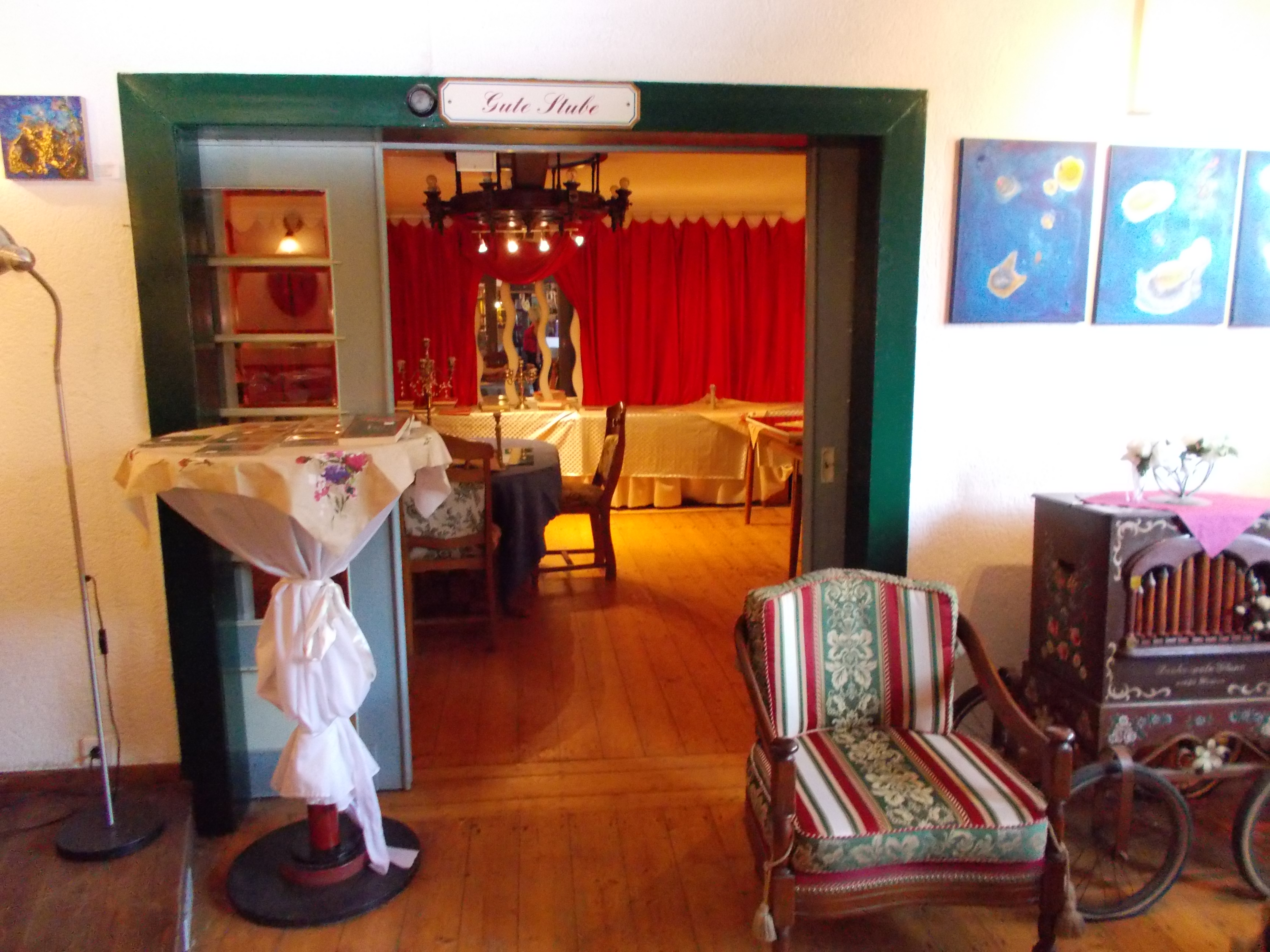
In der „Guten Stube“ befand sich einst der Pferdestall der Posthalterei

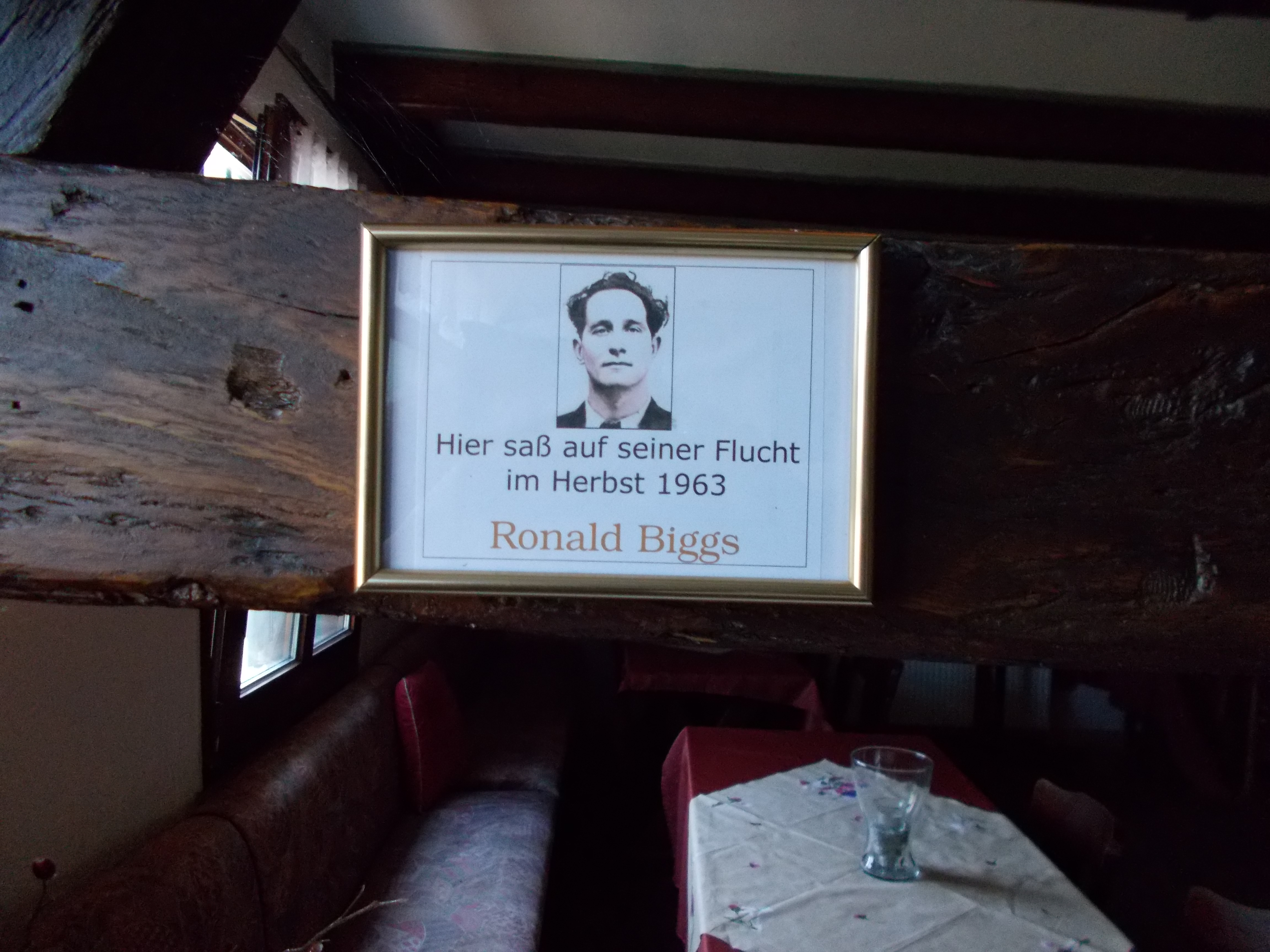
1963 kam auch der Postzugräuber Ronald Biggs in die Fünte. Eine Gedenktafel über seinen Platz erinnert an seinen Besuch.

So ein alter Gasthof ist als Ort der Begegnung auch ein Ort zahlreicher Geschichten und tatsächlich ist die Fünte ein Ort mit einer sehr langen Geschichte. Sie reicht weit über 2000 Jahre in die Vergangenheit zurück. Der Quellort war bereits den römischen Spähtrupps aus Asciburgium, heute Moers Asberg, bekannt. Erstmals erwähnt wurde er um ca. 10 v. Chr. als wichtiger Sammel- und Lagerplatz der Legionäre, welche die Reichsgrenzen vor germanischen Partisanentrupps verteidigen mussten. Sie nannten den Ort an der stark frequentierten Heer- und Handelsstraße in der Nähe des Hellwegs einfach Fontis. An der Quelle grenzte ein kleiner See, der den Pferden als Tränke diente. Das machte ihn für die Römer trotz Senkenlage zu einem strategisch wichtigen Punkt. Hier legten sie ein Nachschubdepot und später die erste festere Behausung an. Aus dieser Zeit stammt auch das niedrige Quellengewölbe im Keller des Hauses.
Im 15. Jahrhundert kam die Quelle für 3 Taler in den Besitz der alteingesessenen Familie Schulte-Baumann, genannt Bruns. Der Name geht auf einen Hofverwaltertitel der Bauernschaften zurück, die für die Versorgung der Klöster zuständig waren. Der Hof Bruns in Raadt zählte zu den Urhöfen in Mülheim. Mit 203 preußischen Morgen war er der größte Hof der Gemeinde. Er wurde 1941 aufgrund der Flughafenerweiterung abgerissen. Nur die Brunshofstraße erinnert an den alten Standort. Die Fünte an der B 1 ist bis heute Familieneigentum.
Ihren Namen erhielt die Fünte mit der spanischen Besatzung. Die spanischen Truppen nannten den belagerten Hof wegen der Quelle „La Fuente“. Während des Dreißigjährigen Krieges diente er als Nachschublager für Söldnerarmee in Paderborn. Zum Schutz vor den niederländischen Soldaten legten sie einen Geheimgang bis zum Vorgängerbau der heutigen Gnadenkirche an. Zu nah waren noch die Erinnerungen an die Schlacht von Mülheim, bei denen viele ihrer Landsleute eingesperrt und ohne Fluchtmöglichkeit in den Häusern und Kirchen verbrannten. Die Einheimischen, der spanischen Sprache nicht allzu mächtig, mölmschten ihn zu Fünte.
Angeblich spukt seit dieser Zeit der Geist einer jungen Marketenderin in den alten Gemäuern herum. Nachdem sie erfuhr, dass ihr Geliebter von den Besatzern ermordet wurde, weil sie ihn für einen feindlichen Spion der Gegenseite hielten, beging sie aus Liebeskummer Selbstmord. Da das „Phantom der Fünte“ zum Inventar gehört, wird jeder Exorzist gnadenlos vom Hausherren persönlich verjagt.
Das heute unter Denkmalschutz stehende Gebäudeensemble wurde 1771 zu einer Posthalterei ausgebaut und durch notwendige Anbauten, dem Pferdestall, einem Stellplatz für eine Ersatzkutsche und eine Schmiede erweitert. Zwischen Essen und Duisburg war sie die einzige Postkutschenstation. Eine Fahrt von der einen in die andere Stadt dauerte aufgrund der Wegeverhältnisse schon mal gut einen halben Tag. So begab es sich Anno 1774, dass auch Johann Wolfgang von Goethe einen kurzen Zwischenstopp in dem historischen Gasthaus einlegte. Bei Wein erholte er sich und seine Knochen von der beschwerlichen Reise über Knüppeldämme und schlecht gewarteter Schotterstraßen, bevor er seine Fahrt mit ausgeruhten Pferden fortsetzen konnte. Vielleicht wurde er auch deshalb später Wegebaudirektor.
Mit der Industrialisierung und dem Ausbau der Bahnstrecken verlor das Postkutschenwesen an Bedeutung. Die alte Posthalterei wurde zu einer Bergmannskneipe. Die Schmiede im Nebengebäude wurde zu einer Brauerei umfunktioniert, in der man das hauseigene „Fünte-Bräu“ herstellte. Das Lokal war ein beliebter Treffpunkt der Leute aus der nahe gelegenen Mausegattsiedlung. 1902 wurde die Fünte um ein weiteres Gebäude erweitert. Auf dem Hinterhof errichtete man den Festsaal. Im Ersten Weltkrieg baute man davor ein großes Wasserbassin, um im Brandfall das alte Fachwerkgebäude schnell löschen zu können. Eine Feuerwehr gab es in der Nähe nicht. Als es nicht mehr gebraucht wurde, verfüllte man es und machte daraus einen Garten. Den Zweiten Weltkrieg überstand es unbeschädigt und bot im Obergeschoss „Platz“ für vier Familien.
Der Name „Fünte“ wurde 1954 als Markenzeichen eingetragen. Durch den fortschreitenden Bergbau und der Kanalisation des Rumbachs fällt die Quelle im Haus trocken und versiegt zwei Jahre später. Der freie Platz unter dem Gewölbe aus römischer Zeit wird kurzerhand zur Kühlung der Bierfässer genutzt. Obwohl die Mülheimer Steinkohlezechen in den 1960ern nach und nach schlossen, drehte der Unternehmensverband Ruhrbergbau 1965 in der Fünte einen gleichnamigen Anwerberfilm. Er sollte Gastarbeiter aus den Anwerberländern in das Ruhrgebiet locken und warb mit Arbeitszufriedenheit, Aufstiegschancen und der hohen Wohn- und Lebensqualität der Bergleute, was sich in der Praxis oftmals als Illusion herausstellte. 1966 war auch in der letzten Zeche Mülheims, der Zeche Rosenblumendelle, Schicht im Schacht. Bis in die 1970er Jahre blieb die Bergmannskneipe erhalten. Dann wurde der urige Gasthof verpachtet und zu einem französischen Nobelrestaurant umgebaut. Dieses hielt sich allerdings nicht lange. In den Folgejahren wechselten die Pächter mehrfach und nach langen Leerstand entschloss man 2007 in dem historischen Gebäude ein Kulturzentrum für Literatur und Kleinkunst einzurichten.

## Kulturzentrum Fünte
Die Idee, aus dem im Familienbesitz befindlichen Gasthof einen Treffpunkt für Kunst und Kultur zu schaffen, erweckte das historische Gebäude zu neuen Leben. In der Gaststätte fanden regelmäßig Veranstaltungen wie Literaturlesungen, Theater- und Musikabende oder Events wie das Kriminal Dinner statt. Gleichzeitig war die Fünte auch ein Privatmuseum, das Platz für Vernissagen und Ausstellungen bietet. Gelegentlich fanden Führungen durch das historische Gebäude statt, bei der man vieles über die Geschichte der ehemaligen Posthalterei erfuhr Anekdoten. Frank Bruns, Museumspädagoge im Unruhezustand, lag aber auch die Förderung von Nachwuchskünstlern und Autoren am Herzen und er bot Workshops für Öffentlichkeitsarbeit und Kunstrecht an. Im Obergeschoss war ein Künstleratelier eingerichtet.
Im Laufe der Jahre etablierte sich das „Internationale Museum Fünte“ als Geheimtipp in der Szene und es war weit über die Grenzen Mülheims bekannt. Das Lokal in dem urigen Fachwerkhaus hat den besonderen Charme eines alten Gasthofs erhalten.
Seit Juli 2018 hat die Mülheimer Tiertafel ihren festen Sitz im alten Brauhaus der Fünte.

## Sonstiges
Der „Wohnhof Fünte“ ist ein geplantes Mehrgenerationen-Wohnprojekt auf dem Grundstück der ehemaligen Grundschule am Fünter Weg. Er hat mit dem Kulturzentrum Fünte nichts zu tun und ist ein eigenständiges Projekt des Wohnhof Fünte e. V. und der Mülheimer Wohnungsbau eG (MWB).